# Jon Callard
Jonathan Edward Brooks “Jon” Callard (Leicester, 1º gennaio 1966) è un allenatore ed ex giocatore di rugby a 15 internazionale per l'Inghilterra, che rappresentò alla Coppa del Mondo 1995; era attivo in carriera nel ruolo di estremo e militò per Newport e Bath.
Dal 2022 è tecnico ai calci piazzati presso lo stesso Bath.

## Biografia
L'attività agonistica di Callard si svolse quasi tutta negli ultimi anni del dilettantismo nel rugby XV; all'epoca, quindi, la sua occupazione era quella di insegnante, dapprima di educazione fisica in una scuola del Somerset, poi di biologia.
La prima squadra di rilievo fu la gallese Newport, nella quale Callard giocò fino al 1989, anno in cui si trasferì in Inghilterra al Bath.
Nel 1993 fu convocato per la prima volta dall'Inghilterra, con la maglia della quale esordì in un incontro di fronte agli All Blacks segnando loro 12 punti (4 calci piazzati).
Nel 1995 fece parte della spedizione inglese in Sudafrica alla III Coppa del Mondo, nel quale giocò una sola partita, la sua quarta assoluta, contro Samoa.
L'ultimo incontro fu a Twickenham contro il Sudafrica, in cui segnò 9 punti.
Furono in totale 5 (con 69 punti) gli incontri giocati da Callard in Nazionale.
A livello di club si laureò campione d'Europa nel 1998, sua ultima stagione professionistica, con il Bath, realizzando un'impresa: nella finale di Bordeaux contro il Brive, Callard realizzò l'intero score per la sua squadra: una meta, la relativa trasformazione più quattro calci piazzati, per un totale di 19 punti contro i 18 dei francesi.
Fu anche campione d'Inghilterra, sempre con il Bath, per cinque stagioni, le prime quattro, dal 1991 al 1994, consecutive, poi ancora una volta nel 1996; quattro furono invece le coppe Anglo-Gallesi, tre delle quali, dal 1994 al 1996, consecutive.
Al ritiro dell'attività agonistica divenne subito l'assistente tecnico di Andy Robinson alla guida del Bath e, nel 2000, l'allenatore unico dello stesso club; nel 2002 fu l'assistente di Phil Davies al Leeds Tykes, e poco più tardi della Nazionale inglese U-21.
Nel 2005 entrò nei quadri della scuola nazionale di formazione tecnica della Rugby Football Union e, in occasione della Coppa del Mondo di rugby 2007, gli fu affidato l'incarico di addestrare i giocatori della Nazionale maggiore alle tecniche di calcio della palla ovale.

## Palmarès
- Premiership: 5
Bath: 1990-91, 1991-92, 1992-93, 1993-94, 1995-96
- Coppe Anglo-Gallesi: 4
Bath: 1991-92, 1993-94, 1994-95, 1995-96
- Heineken Cup: 1
Bath: 1997-98